# Вибори до Черкаської обласної ради 2006
Вибори до Черкаської обласної ради 2006 — вибори до Черкаської обласної ради, що відбулися 26 березня 2006 року. Це були перші вибори до Черкаської обласної ради, що проводилися за пропорційною виборчою системою. Для того, щоб провести своїх представників до Черкаської обласної ради, партія чи блок мусила набрати не менше 3% голосів виборців.

## Результати виборів
| Розподіл голосів    | Розподіл голосів    | Розподіл голосів | Розподіл голосів | Розподіл голосів |
| ------------------- | ------------------- | ---------------- | ---------------- | ---------------- |
|                     |                     |                  |                  |                  |
| БЮТ (35)            | БЮТ (35)            |                  | 30.35%           | 30.35%           |
| «Наша Україна» (13) | «Наша Україна» (13) |                  | 10.84%           | 10.84%           |
| СПУ (13)            | СПУ (13)            |                  | 10.84%           | 10.84%           |
| Партія регіонів (7) | Партія регіонів (7) |                  | 6.07%            | 6.07%            |
| Блок Литвина (6)    | Блок Литвина (6)    |                  | 5.39%            | 5.39%            |
| КПУ (4)             | КПУ (4)             |                  | 3.44%            | 3.44%            |

Примітка: На діаграмі зазначені лише ті політичні сили, які подолали 3 % бар'єр
 і провели своїх представників до Черкаської обласної ради.
 В дужках — кількість отриманих партією чи блоком мандатів.